# A Virginia Feud
A Virginia Feud è un cortometraggio muto del 1913 diretto da Robert G. Vignola e prodotto dalla Kalem Company. Interpretato da James Vincent, Alice Hollister e Henry Hallam, il film uscì nelle sale il 2 agosto 1913.

## Produzione
Il film fu prodotto dalla Kalem Company.

## Distribuzione
Il film - un cortometraggio in una bobina - uscì nelle sale il 2 agosto 1913 distribuito da The General Film Company, Incorporated. Non si conoscono copie esistenti del film.